# رونی لوپز
مارکوس پائولو مسکیتا «رونی» لوپز (پرتغالی: Marcos Paulo Mesquita "Rony" Lopes؛ زاده ۲۸ دسامبر ۱۹۹۵) بازیکن فوتبال اهل پرتغال است.